# Henriette Jügel

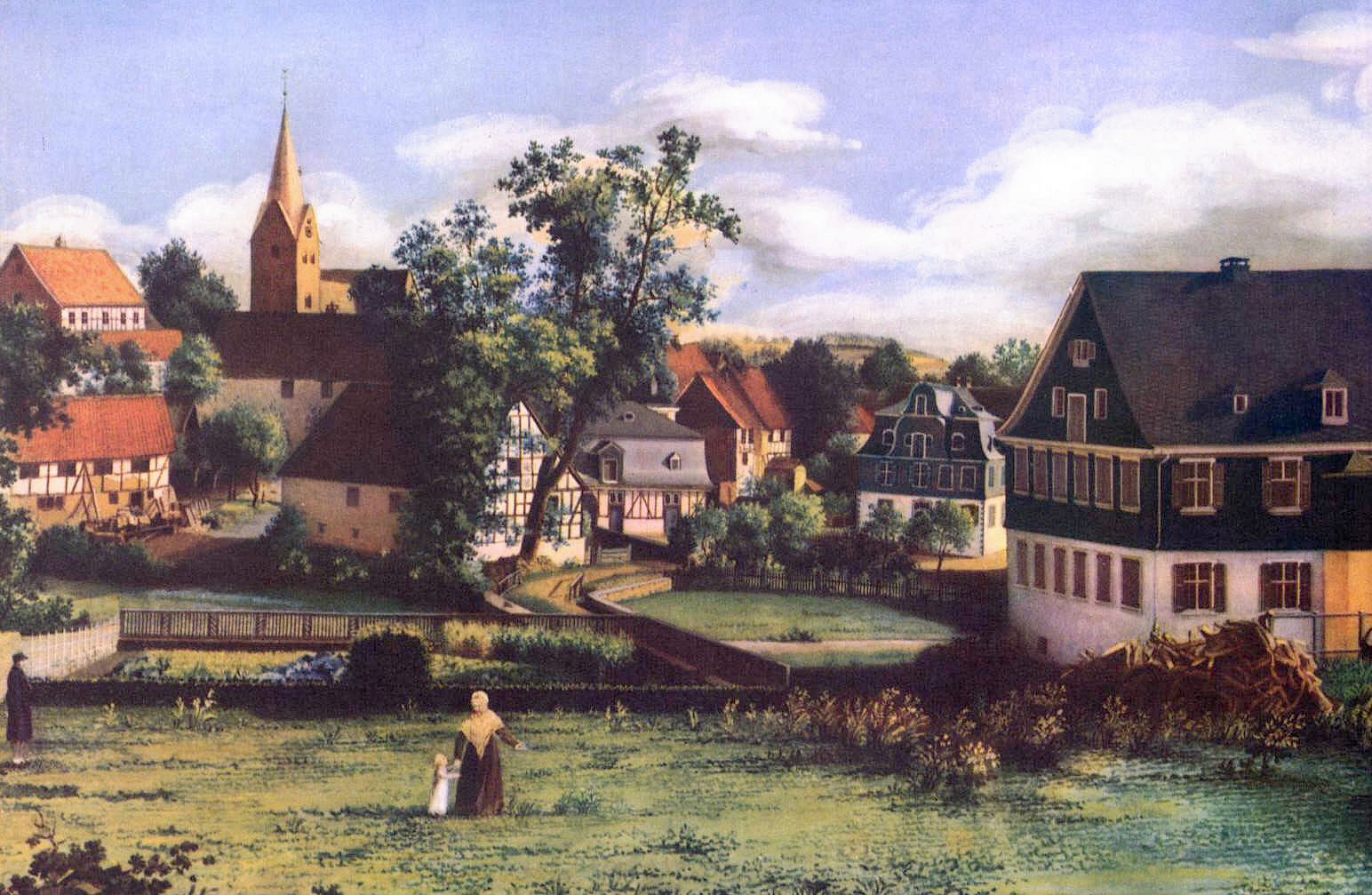
Alt-Gummersbach avec le "Baumhof", 1807, aquarelle 26,5 × 40 cm

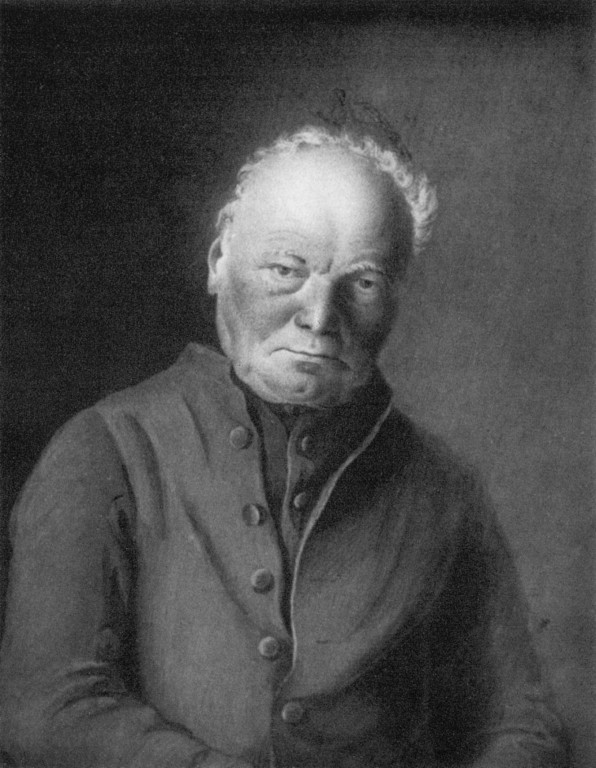
Johann Peter Heuser, 1807

Henriette Elisabetha Jeanette Jügel (né le 11 janvier 1778 à Remagen et mort le 12 mars 1850 à Gummersbach) est une paysagiste et portraitiste prussienne. La plus ancienne vue de Gummersbach vient d'elle.

## Famille
Henriette Jügel est le cinquième enfant du couple Johann Friedrich Jügel et Anna Wilhelmine, née Kirberger. La mère vient de Bendorf et est la fille du marchand et juge laïc Anton Kirberger. Après des tentatives plus ou moins infructueuses de teinture de textiles à Vallendar, Remagen et Düren, le père d'Henriette, chimiste et fabricant de calicots désireux d'expérimenter, s'installe avec la famille à Berlin en 1785, où il meurt vers 1800.
Les enfants Jügel développent presque tous sans exception des talents artistiques et esthétiques : Le frère aîné d'Henriette, Friedrich, enseigne la gravure sur cuivre en tant que professeur à l'Académie royale des arts de Prusse à Berlin, et son jeune frère Carl - libraire d'art et d'édition à Francfort-sur-le-Main - réalise quelques dessins de scènes historiques ainsi que d'œuvres littéraires; Par exemple, il écrit l'une des premières descriptions de voyage de Francfort à la région alors presque inexplorée et très infranchissable d'Oberberg (de), ainsi qu'une description de certaines parties de celle-ci. Les sœurs Louise et Christiane apprennent à jouer de la harpe pour leurs fonctions de compagnes à la cour royale prussienne. Enfin, le talent familial pour le dessin et la peinture se transmet également à la génération suivante en la personne des nièces d'Henriette Adeline Jaeger, Alwine Schroedter et surtout Louise Wüste.

## Biographie
Henriette Jügel étudie avec succès le dessin, le paysage et la peinture de portrait (avec un accent sur les miniatures) à l'Académie de Berlin et y est exposée à plusieurs reprises.
Après la mort de son père, la veuve s'installe en 1806 avec ses filles Henriette et Christiane à Gummersbach pour vivre avec Louise, qui y est mariée et que Daniel, un fils du "premier millionnaire de Gummersbach" Johann Peter Heuser, a prise pour épouse. Dans sa nouvelle patrie, Henriette continue à se consacrer à la peinture - en 1807, elle réalise la plus ancienne vue du village de l'église - ainsi qu'au dessin de motifs de broderie. Elle enseigne également la broderie dans le pensionnat de jeunes filles fondé par Sœur Christiane. Que ce soit par inclination ou "pour des raisons de circonstances", Henriette Jügel reste célibataire.
Dès son plus jeune âge, Henriette montre les premiers signes de psychose. Plus tard, son esprit s'embrouille de plus en plus. Mais comme les symptômes de sa maladie sont plutôt bénins, Henriette Jügel - soutenue financièrement par son frère Carl et son beau-frère Daniel Heuser - peut se promener librement dans sa ville d'adoption. Lors de ses promenades, la première femme peintre de Gummersbach, généralement accompagnée d'une chèvre tenue en laisse, est surnommée avec amour "la folle Jette" par ses concitoyens. Respectée et bien protégée, l'artiste passe la fin de sa vie dans la maison de son beau-frère où elle meurt en 1850.

## Publications

### Photos d'expositions de l'Académie de Berlin
| Année | Désignation                                                            | numéro de catalogue |
| ----- | ---------------------------------------------------------------------- | ------------------- |
| 1794  | Un paysage aux cerfs, dessiné à la plume d'après Ridinger              | N° 184              |
| 1795  | La bonne petite sœur, un dessin à la plume d'après Loutherbourg        | N° 266              |
| 1810  | Un paysage basé sur la nature à l'aquarelle                            | N° 116              |
| 1810  | Deux portraits d'après nature, peintures miniatures                    | N° 117              |
| 1810  | Un portrait miniature                                                  | N° 118              |
| 1812  | A Portrait in Light Illumination, morceau de genou, peinture miniature | N° 152              |

### Peintures avec des informations sur la localisation
| Année     | Désignation                                                                        | où |
| --------- | ---------------------------------------------------------------------------------- | --- |
| 1797      | Le Comte, portrait miniature                                                       | Düsseldorf, propriété privée |
| vers 1800 | O. étiqueter; Représentant la sœur de HJ, Louise, portrait miniature               | Düsseldorf, propriété privée |
| vers 1807 | Baumhof (vue d'Alt-Gummersbach), aquarelle                                         | Ville de Gummersbach (anciennement Californie, États-Unis, propriété privée)                                                                 |
| vers 1807 | O. étiqueter; Représentant la belle-sœur de HJ, Johanna Heuser, portrait miniature | Feldafing, propriété privée |
| vers 1807 | O. étiqueter; Représentant la mère de HJ, aquarelle                                | États-Unis, collection privée |
| vers 1807 | O. étiqueter; Représentant Johann Peter Heuser, aquarelle                          | Gleschendorf, propriété privée |
| 1809      | O. étiqueter; Deux jeunes femmes à la table basse, gouache sur parchemin           | Berlin, Musée de la ville de Berlin |
| 1809      | O. étiqueter; Femme assise avec deux enfants, gouache sur parchemin                | Berlin, Musée de la ville de Berlin |
| vers 1815 | O. étiqueter; Buste d'officier prussien, miniature sur ivoire                      | ?, anciennement Hambourg, Coll. A. Jaffé (Vers. chat Rudolph Lepke (de) -Berlin 1912, n° 223 [avec ill. ])                                   |
| ?         | miniature non marquée                                                              | Wuppertal-Barmen ?, Coll. G. Muthmann (Leo R. Schidlof : La miniature en Europe aux 16e, 17e, 18e et 19e siècles, Graz 1964, vol. 1, p. 425) |